# تدوین‌گر

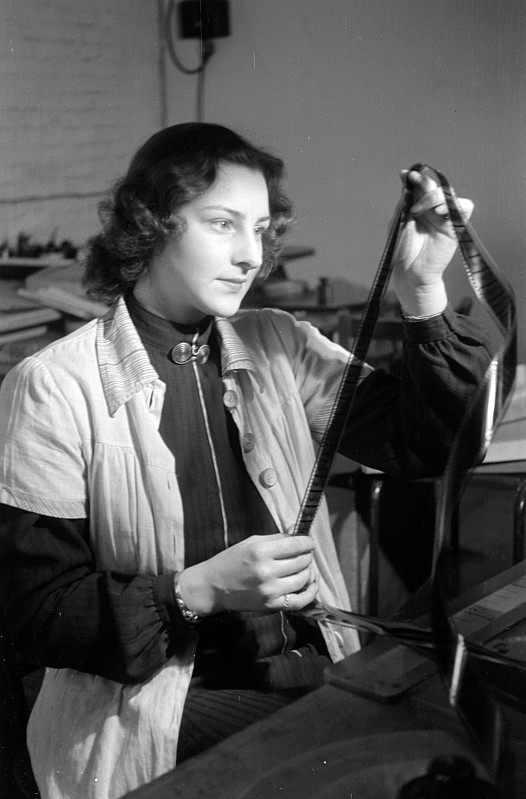

تدوین‌گر که در ایران، مونتور (به فرانسوی: Monteur) و ادیتور (به انگلیسی: Film Editor) نیز خوانده می‌شود، به کسی گفته می‌شود که تدوین فیلم را انجام می‌دهد.
تدوین‌گر مسئول گزینش، زمان‌بندی و ترتیب نماها در فیلم است. او کار خود را با توجه به ویژگی‌های داستان فیلم و گونهٔ فیلم‌نامه و همچنین شیوه‌ی طراحی دیداری فیلم‌ساز انجام می‌دهد.
تدوین‌گر باید به امور تولید مانند کارگردانی، تصویربرداری و صدابرداری آشنا باشد تا بتواند اشتباهات یا اصلاحات را در تدوین به‌خوبی اِعمال کند. تدوین‌گرِ ماهر فردی است که بایگانی کاملی داشته باشد و از زیبایی‌شناسی دیداری به‌خوبی آگاه باشد. به بیان دیگر، تدوین یعنی تنظیم و تکمیلِ کار و هر چیزی که از آن برای پردازش فیلم استفاده می‌شود.

## دستیار تدوین‌گر
کار دستیار تدوین‌گر ثبت همهٔ بخش‌های فیلم، کمک به پیوند دادن همگاه صدا و تصویر، چسباندن تکه‌های فیلم به‌هم و حفظ و نگهداری از دستگاه‌های تدوین است.

## تدوین‌گر صدا
کار تدوین‌گرِ صدا، همگامی صدا با تصویر، افزودن جلوه‌های صوتی مورد نیاز و تنظیم بلندی صدا است. گاهی خود تدوین‌گر مسئول این کار است، اما در فیلم‌سازی حرفه‌ای، استفاده از تدوین‌گر صدا رایج است. مسئولیت تدوین‌گر صدا را صداگذاری و میکس نیز می‌نامند.

## تفاوت مونتاژ و تدوین
اصطلاح مونتاژ تنها به‌ کارهای فیزیکی چسباندن بخش‌های یک فیلم در کنار هم گفته می‌شود. در حالی‌که تدوین، فرایند هنری‌تر است و شامل اصول زیبایی‌شناسی برای کنار هم قرار دادن پلان‌هاست تا حس خاصی را در مخاطب ایجاد کرده و ضرب‌آهنگ مورد نظر کارگردان فیلم را به بیننده منتقل کند.

## جوایز تدوین‌گران
جشنواره‌های سینمایی جایزهٔ بهترین تدوین را دارند؛ از جمله:
- جایزه اسکار بهترین تدوین
- جایزه اسکار بهترین تدوین صدا
- سیمرغ بلورین بهترین تدوین جشنواره فیلم فجر